# Gubernija
Gubernija ist  die älteste  Brauerei in Litauen. Das Hauptgeschäft ist die Herstellung von Bier und Kwas. Ein Teil der Produktion wird exportiert.
Das Unternehmen war bis 2018 an der Börse Vilnius notiert. Seitdem gehört die Brauerei zur MV Group.